# Trumans Water
Trumans Water est un groupe de rock indépendant américain, originaire de San Diego, en Californie.

## Biographie
Trumans Water est formé par les frères Kirk et Kevin Branstetter, et le batteur Jeff Jones à San Diego en 1991, après avoir reçu une guitare et une basse de la part du père d'un ami. Ils recherchent ensuite un « chanteur, cerveau en option », et recrutent Glen Galloway. Les autres membres sont Ely Moyal, Andres Malinao, et Kevin Cascell.
Captain Beefheart, Wire, The Boredoms, Sun City Girls, Pavement et Sonic Youth sont tous identifiés comme influences, et pendant son parcours, Trumans Water a produit du rock indépendant expérimental, avec un brin d'improvisation,,,,,. Kevin Branstetter décrit l'approche du groupe comme telle en 1993 : « L'esprit de la chose c'est ce qu'on veut capturer, titiller, comme fracasser, tout annihiler tout en étant écoutable. »
Le groupe atteint rapidement une certaine renommé dans le milieu du rock indépendant grâce à l'animateur de radio John Peel qui diffuse leur premier album, Of Thick Tum, dans son intégralité et sans la moindre interruption, au cours de son émission sur la station BBC Radio 1,.
En 1994, le groupe quitte San Diego pour Portland, Oregon. Cette même année, Glen Galloway (alias Glenn Galaxy) quitte le groupe pour se consacrer à plein temps à Soul-Junk, un projet solo expérimental. Les frères Kirk et Kevin Branstetter seront désormais les seuls membres fondateurs de Trumans Water toujours actifs au sein du groupe. En 1995, Kevin s'est installé en France, ce qui explique la relative baisse de productivité du groupe depuis cette date, les deux frères vivant sur des continents différents. En 2011, Kevin Branstetter forme le groupe Worlds Dirtiest Sport.

## Discographie

### Albums studio
- 1992 :  Of Thick Tum (Homestead Records)
- 1993 : Spasm Smash XXXOXOX Ox and Ass (Homestead Records)
- 1994 :  Godspeed the Punchline (Homestead Records)
- 1994 : Godspeed the Static (Drunken Fish)
- 1994 : Godspeed the Hemorrhage (Homestead Records)
- 1994 : Godspeed the Vortex (Way Out Sound)
- 1995 : Milktrain to Paydirt (Homestead Records)
- 1996 : Action Ornaments (Runt)
- 1997 : Apistogramma (Justice My Eye / Elevated Loin)
- 1998 : Fragments of a Lucky Break (Emperor Jones)
- 2001 : Trumans Water (Emperor Jones)
- 2003 : You are in the Line of Fire and they are Shooting at You (Homesleep Records)

### Compilations
- 1995 : The Peel Sessions (Strange Fruit)
- 2003 : The Singles 1992-1997 (No Sides)

### Singles et EP
- 1992 : Our Scars Like Badges (Homestead Records)
- 1992 : Laugh Light's Lit (Drunken Fish)
- 1992 : Jubileeeee (Way Out Sound)
- 1993 : Hey Fish (Drunken Fish)
- 1993 : 10 x My Age EP (Elemental Records)
- 1993 : Have You Got It Yet? (Live in London) (Fear & Loathing Fanzine)
- 1994 : Skyjacker (Sympathy for the Record Industry)
- 1994 : Spazz Rockdance Inferno (Clawfist)
- 1995 : The First Dead Man of Diluvia (Howardian/Wantage)
- 1996 : The Great Flood (Footprint Records)
- 2000 : Miss Spaceship / Radar 1941 (Sub Pop)

### Cassettes
- 1993 : Santee Busbill (Destroy All Music)
- 1994 : Couch of the Spastics (Chocolate Monk)
- 1995 : Cough Forth Such Dilemmas (Union Pole)
- 1997 : No Dead Space (Union Pole)